# Kasteel Cortewalle

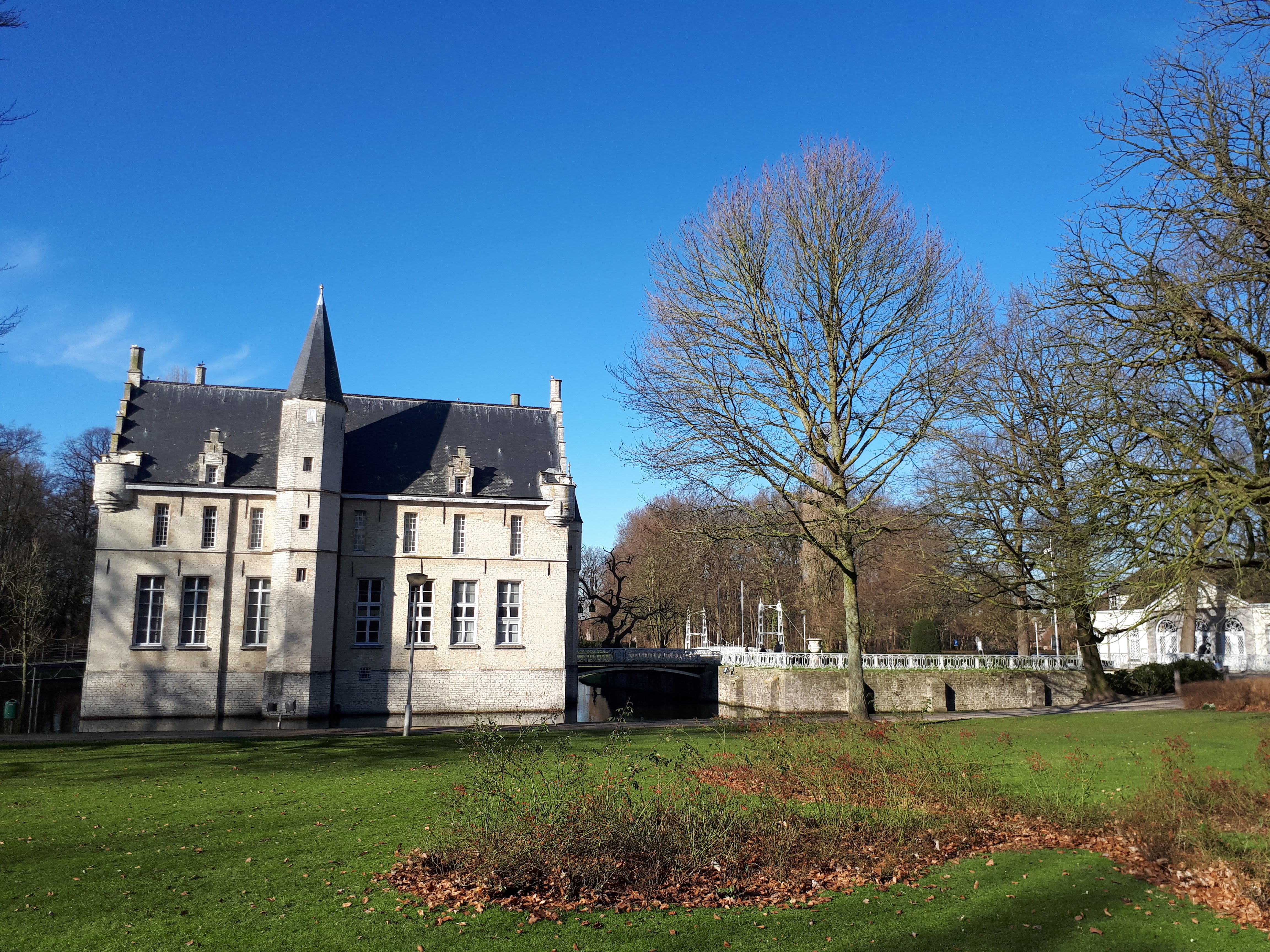
Kasteel Cortewalle

Kasteel Cortewalle is een Vlaamse waterburcht te Beveren in België, die jarenlang bewoond werd door de familie de Brouchoven de Bergeyck. Het kasteel dateert uit de 15e eeuw en is een van de oudste van het Waasland. 

## Geschiedenis en architectuur
De waterburcht is opgetrokken in witte zandsteen, in de stijl van de Vlaamse renaissance. Het kasteel werd uitgebreid door Joos Vijd, die het naliet aan zijn neef Joos Triest. Gedurende eeuwen was het familiebezit van de families Triest, Goubau en de Brouchoven de Bergeyck. De familie de Brouchoven de Bergeyck verkocht het aan de gemeente Beveren in 1965.
In de 19e en begin 20e eeuw werden door de graven Charles de Brouchoven de Bergeyck (1801-1875) en Florimond de Brouchoven de Bergeyck (1839-1908) de laatste veranderingen aangebracht die Cortewalle zijn huidig uitzicht geven, zoals de hangbrug en het koetshuis dat het middeleeuwse neerhof verving, naast talrijke interieuraanpassingen. Onder andere de Verlatzaal en de Blauwe Kamer kregen toen hun huidig uitzicht. Het interieur werd een laatste maal grondig gerenoveerd en aangepast aan de moderne tijd in 1909 door de laatste graaf Charles Rene de Brouchoven de Bergeyck onder andere door de benedenverdieping uit te breiden met nagenoeg de helft van het binnenplein. De restauraties van 1979 tot 2008 hebben het kasteel de uitstraling terug gegeven die het bezat onder de laatste graaf.
Het kasteel is sinds 1971 beschermd als monument en op afspraak te bezichtigen. Het park is openbaar. De jachthonden van de graaf woonden in een fraai gebouwd hondenhok. Dit werd in 2009 gerestaureerd.

## Archief van de familie de Bergeyck
Het kasteel diende jarenlang als bewaarplaats voor het archief van de familie de Bergeyck. Na de dood van gravin Joséphine Cornet d’Elzius de Peissant (1877-1960), weduwe van graaf Charles de Brouchoven de Bergeyck (1875-1935), raakten de stukken echter verspreid onder leden van de familie. Het kasteel werd immers verkocht. Bij de openbare verkoop van de volledige inboedel in 1961 ging al een deel van het archief verloren en tijdens de volgende decennia vonden verdere verliezen plaats.
In 1997 riep de Familievereniging de Brouchoven de Bergeyck alle bewaarders van het archief op om het opnieuw samen te brengen en te bewaren op het voorouderlijk kasteel Cortewalle. In 2000 sloot de gemeente Beveren met de familie een bruikleenovereenkomst af voor het verzamelde archief.
In 2005 werd ook een archiefbestanddeel uit het Sint-Paulusseminarie in bruikleen gegeven door het Bisdom Gent. Sinds 2001 heeft de gemeente Beveren bevoegd personeel in dienst dat het archief ontsluit. Het Archief de Bergeyck is voortaan geordend en geïnventariseerd. 

## Tramverbinding
In Beveren is er al jaren sprake van een potentiële verlenging van tram 3, om een rechtstreekse verbinding tussen Antwerpen en Sint-Niklaas of Beveren te garanderen. Vervoersmaatschappij De Lijn vond het niet haalbaar om de lijn helemaal tot in Sint-Niklaas door te trekken. Het voorstel werd van tafel geveegd.
In 2012 kwam het onderwerp weer ter sprake. Deze keer zou de lijn slechts doorlopen tot aan het Kasteel Cortewalle. Twee jaar later werd duidelijk dat ook dit project niet zou worden gerealiseerd. Als alternatief wordt er een busbaan voorgesteld die over het gedeelte van de N70 in Beveren naar het centrum zou lopen tot aan Cortewalle.

## In de media
Het kasteel werd gebruikt in de eerste seizoen (1964) van Kapitein Zeppos als locatie voor Belderbos.